# Baterie cu curgere
Bateria cu curgere este  un acumulator electric bazat pe curgerea electrolitului. Acesta conține specii electroactive.
Este un tip de celulă electrochimică în care energia chimică este furnizată de două componente chimice dizolvate în lichide conținute în sistem și separate de o membrană. Schimbul de ioni (însoțit de curgerea curentului electric) are loc prin membrană, în timp ce ambele lichide circulă în spațiul lor propriu. Tensiunea celulelor este determinată chimic de ecuația Nernst și variază, în aplicații practice, de la 1,0 la 2,2 volți.
Un acumulator de debit poate fi utilizat ca o celulă de combustibil (unde combustibilul uzat este extras și se adaugă un nou combustibil în sistem) sau ca o baterie reîncărcabilă (unde o sursă de energie electrică conduce regenerarea combustibilului). Deși are avantaje tehnice față de reîncărcările convenționale, cum ar fi tancurile lichide separabile și aproape longevitatea nelimitată, implementările curente sunt relativ mai puțin puternice și necesită sisteme electronice mai sofisticate.
Capacitatea energetică este o funcție a volumului de electroliți (cantitatea de electroliți lichizi) și puterea este o funcție a suprafeței electrozilor.